# New Zealand Knights Football Club
El New Zealand Knights Football Club fue una franquicia de fútbol situada en la ciudad de Auckland, Nueva Zelanda. Participó en la A-League de Australia desde la creación de la liga en 2005 hasta 2007, y previamente había jugado en la National Soccer League.
Fundado bajo el nombre de Football Kingz en 1999, ingresó ese mismo año en la National Soccer League, antigua primera división australiana, convirtiéndose en el primer y, en ese entonces, único club profesional neozelandés. En sus primeras temporadas el club estuvo cerca de clasificar a los playoffs, pero en 2001 comenzó una debacle que lo llevó a ocupar el último puesto en dos de las últimas tres temporadas de la liga.
En 2004, con el desmembramiento de la National Soccer League y la creación de la A-League, el elenco se convirtió en uno de los ocho clubes fundadores cambiando su denominación a New Zealand Knights. Sin embargo, los malos resultados persistieron y luego de una decepcionante primera temporada en la que el club ganó apenas un partido de veintiuno, su plaza en el campeonato le fue revocada, aunque se le permitió seguir competiendo hasta que el reemplazante fuera formado. Luego de volver a terminar el último lugar, los New Zealand Knights fueron desmantelados en 2007 para que su lugar en la A-League fuera tomado por otra franquicia neozelandesa, el Wellington Phoenix.

## Historia

### Football Kingz
El equipo se funda en 1999 con el nombre de Football Kingz. Aunque Nueva Zelanda en esa época contaba con una liga nacional, la Federación de Fútbol de Australia permitió que un equipo de ese país jugara en sus competiciones. Así surgió el equipo, cuya sede se localizaría en Auckland y que jugaría en la National Soccer League (NSL).
En los cinco años que disputó la NSL, los resultados de los Kingz fueron mediocres. Su posición más alta fue un octavo lugar en su temmporada de debut (1999-2000), y a partir de ahí comenzaron a copar las últimas posiciones de la clasificación. Durante los primeros años de existencia del club su entrenador fue el exjugador neozelandés Wynton Rufer.
Cuando la Federación australiana anunció el desmantelamiento de la NSL para crear un nuevo campeonato profesional conocido como A-League, los propietarios del club neozelandés presentaron una oferta para optar a una de las ocho plazas disponibles. La organización consideró interesante contar con una franquicia en ese país, por lo que decidió aceptarla. Con motivo de su ingreso en la liga, el equipo modificó su nombre y cambió por completo su imagen pasando a llamarse New Zealand Knights.

### New Zealand Knights
El club decidió nombrar a Guy Hedderwick como jefe ejecutivo y a Anthony Lee, quien también era presidente por entonces del Waitakere City FC, como presidente oficial de la institución. La compañía resultante contaba con múltiples accionistas, siendo el mayoritario Octagon Sport, con un 60% de los títulos, y la compañía de Lee con un 20%. New Zealand Knights consiguió una de las plazas en la A-League, por lo que es además uno de los 8 equipos fundadores del nuevo campeonato.
La primera plantilla de los Knights estaba compuesta en su mayoría por futbolistas neozelandeses, algunos de los cuales contaban con experiencia en competiciones del Reino Unido, pero no estaba considerado como uno de los favoritos al título. El primer entrenador del equipo fue John Adshead, primer técnico que consiguió clasificar a la selección de fútbol de Nueva Zelanda a la Copa Mundial, en 1982, y su jugador franquicia fue el ex-Leeds United Danny Hay. Sin embargo, Adshead no pudo evitar que su equipo desempeñara una pésima temporada; New Zealand solo ganó un partido (ante Central Coast Mariners) de 21 disputados, y terminó último con 6 puntos. En la siguiente temporada repitió la misma posición, aunque su juego mejoró sensiblemente ganando cinco encuentros.
El desinterés del público y los malos resultados deportivos comenzaron a amenazar la continuidad de la franquicia, hasta que el 13 de diciembre de 2006 la organización de la A-League anunció que retiraban la licencia a los Knights por la baja asistencia a su estadio, la falta de jugadores nacionales y su actuación deportiva. De acuerdo con la Asociación de Fútbol de Nueva Zelanda, la Federación australiana mantuvo una licencia para un equipo neozelandés, y el 19 de marzo de 2007 se anunció a Wellington Phoenix como sus sustitutos. La desaparición oficial se produjo el 21 de enero de 2007 después de que el club disputara su último partido de liga regular frente a Perth Glory, el cual ganaron por 2-0.
A pesar de la desaparición de New Zealand Knights, la ciudad de Auckland no dejó de contar con un equipo de fútbol; Auckland City es actualmente el club más representativo de la ciudad, que juega en la liga neozelandesa.

## Datos del club
- Temporadas en la A-League: 2
- Mejor puesto en la temporada regular: 8.º (2005/06 y 2006/07)
- Peor puesto en la temporada regular: 8.º (2005/06 y 2006/07)
- Mejor puesto en la fase final: Nunca se clasificó
- Mayor goleada conseguida: 3-1 vs. Queensland Roar (2006/07)
- Mayor goleada encajada: 0-5 vs. Queensland Roar (2006/07)

## Jugadores
Varios jugadores que llegaron a representar a Nueva Zelanda a nivel internacional vistieron la camiseta de los Knights. Entre ellos figuran Glen Moss, Ivan Vicelich, Jeff Campbell, Jeremy Christie, Chris Jackson, Mark Paston, Chad Coombes, James Bannatyne, Jeremy Brockie, Danny Hay y Ben Sigmund.

## Entrenadores
| País          | Nombre         | Desde             | Hasta             |
| ------------- | -------------- | ----------------- | ----------------- |
| Nueva Zelanda | John Adshead   | enero de 2005     | abril de 2006     |
| Inglaterra    | Paul Nevin     | mayo de 2006      | noviembre de 2006 |
| Inglaterra    | Barry Simmonds | noviembre de 2006 | noviembre de 2006 |
| Nueva Zelanda | Ricki Herbert  | diciembre de 2006 | enero de 2007     |

## Estadio
El campo donde jugaban los New Zealand Knights era el North Harbour Stadium, con capacidad para 25.000 personas, aunque la capacidad de asientos era de 19.000. La instalación contaba con una tribuna de césped que, cuando se abría al público, podía albergar 6.000 personas más.